# Executive Decision
Executive Decision (Decisión crítica en España y conocida en Hispanoamérica como Momento crítico) es una película de acción de Estados Unidos de 1996, dirigida por Stuart Baird y protagonizada por Kurt Russell, Halle Berry, David Suchet, John Leguizamo y Steven Seagal. La música original fue compuesta por Jerry Goldsmith.

## Sinopsis
Unos terroristas han secuestrado un Boeing 747-200 de Oceanic Airlines en ruta de Atenas a Washington D. C., exigiendo a cambio de los rehenes la liberación del terrorista El Sayed Jaffa, quien recientemente había sido capturado cuando acudía a la boda de su hija en Nicosia (Chipre), y puesto a disposición de la justicia estadounidense. David Grant, un experto de inteligencia, cree que Nagi Hassan (el brazo derecho de Jaffa) planeó el secuestro de Jaffa para hacerse con el mando del grupo terrorista. Además, Grant averigua que Ahmed Rasjami (un experto en explosivos y armas que trabaja para Jaffa) robó DZ5, un gas nervioso, y se lo entregó a Jean Paul Demou, un exingeniero nuclear franco-argelino que construye una bomba y la mete en el avión para hacerla explotar en Washington D. C.
El Pentágono, después de saber esto, ordena a un equipo de las fuerzas especiales abordar el avión con ayuda de un avión dotado con tecnología furtiva para detener a los terroristas y desactivar la bomba, pero durante el traslado el vuelo Oceanic 343 Jumbo desciende debido a un cambio de viento y con el remora haciendo que se despedaze el avión. Además, pierden gran parte del equipo y mueren parte de los soldados. Adicionalmente, los soldados quedan aislados en la bodega del vuelo 343. Aun así, bajo estas pésimas condiciones, inician un plan para buscar la bomba y desactivarla, y también localizar a Hassan y a sus hombres para acabar con ellos. Saben que si el Pentágono no recibe la llamada de los soldados de que ha sido controlado el avión antes de que el avión llegue a EE. UU., derribará el avión, lo que significaría sus muertes y la  de los 400 pasajeros inocentes que están a bordo.

## Reparto
- Kurt Russell como doctor David Grant.
- Steven Seagal como teniente coronel Austin Travis.
- Halle Berry como Jean.
- John Leguizamo como capitán Carlos "Rat" Lopez.
- Oliver Platt como Dennis Cahill.
- David Suchet como Nagi Hassan.
- J. T. Walsh como senador Mavros.
- Joe Morton como sargento 'Cappy' Matheny.
- B. D. Wong como sargento Louie Jung.
- Len Cariou como el Secretario de Defensa de los Estados Unidos Charles White
- Whip Hubley como sargento Michael Baker.
- Charles Hallahan como general Sarlow.
- Richard Riehle como mariscal George Edwards.
- Andreas Katsulas como El Sayed Jaffa.
- Marla Maples como Nancy.
- Mary Ellen Trainor como Allison.
- Nicholas Pryor como el secretario de Estado Jack Douglas.
- Jay Tavare como Nabill.

## Recepción
La película fue estrenada en los Estados Unidos el 15 de marzo de 1996 y en España el 3 de mayo del mismo año. Fue un éxito de taquilla. Según ABC Decisión crítica es una película de acción trepidante, que mezcla la trama terrorista con el cine catastrofista de la década de 1970, sin más pretensión que la acción física y el divertimento.
Steven Seagal fue nominado a un premio Razzie al peor actor en este film.

## Premios
- Premios Blockbuster Entertainmen (1997): 2 Premios
- Premios NCLR Bravo: Una Nominación
- Premios Razzie: Una Nominación